# Li Jiawei
Li Jiawei (xinès: 李佳薇; pinyin: Lǐ Jiāwēi) (Pequín, República Popular de la Xina 1981) és una jugadora de tennis de taula de Singapur, guanyadora de dues medalles olímpiques.

## Vida personal
Va néixer el 9 d'agost de 1981 a la ciutat de Pequín (República Popular de la Xina), si bé té la nacionalitat singapuresa. Està casada amb el jugador de bàdminton Ronald Susilo.

## Carrera esportiva
Com a jugadora d'individuals, a partir d'agost de 2008 Li es classificà sisena en el món. La seva puntuació més alta des del desembre del 2005 que quedà tercera.
Va participar, als 19 anys, en els Jocs Olímpics d'Estiu de 2000 realitzats a Sydney (Austràlia), on finalitzà novena posició en la competició individual femenina i de dobles femenins al costat de Jing Jun Hong. En els Jocs Olímpics d'Estiu de 2004 realitzats a Atenes (Grècia) finalitzà quarta en la competició individual, aconseguint així un diploma olímpic, i novena novament en la competició de dobles.
En els Jocs Olímpics d'Estiu de 2008 realitzats a Pequín (Xina) finalitzà novament quarta en la competició individual i aconseguí guanyar la medalla de plata en la competició per equips al costat de Feng Tianwei i Wang Yuegu. En els Jocs Olímpics d'Estiu de 2012 celebrats a Londres (Regne Unit) aconseguí guanyar la medalla de bronze en la competició per equips.
Al llarg de la seva carrera ha guanyat quatre medalles en el Campionat del Món de tennis de taula, entre elles una medalla d'or; dues medalles en la Copa del Món de tennis de taula, una d'elles de plata; i dues medalles en els Campionats d'Àsia.